# Comuna de Oleśnica
Oleśnica (polaco: Gmina Oleśnica) é uma gminy (comuna) na Polónia, na voivodia de Baixa Silésia e no condado de Oleśnicki. A sede do condado é a cidade de Oleśnica.
De acordo com os censos de 2004, a comuna tem 11 240 habitantes, com uma densidade 46,2 hab/km².

## Área
Estende-se por uma área de 243,44 km², incluindo:
- área agrícola: 68%
- área florestal: 22%

## Demografia
Dados de 30 de Junho 2004:
|                      | Total   | Total | Mulheres | Mulheres | Homens  | Homens |
| -------------------- | ------- | ----- | -------- | -------- | ------- | ------ |
|                      | pessoas | %     | pessoas  | %        | pessoas | %      |
| População            | 11 240  | 100   | 5456     | 48,5     | 5784    | 51,5   |
| Densidade (pop./km²) | 46,2    | 100   | 22,4     | 22,4     | 23,8    | 23,8   |

De acordo com dados de 2002, o rendimento médio per capita ascendia a 1227,16 zł.

## Subdivisões
- Bogusławice, Boguszyce, Brzezinka, Bystre, Cieśle, Dąbrowa, Gręboszyce, Jenkowice, Krzeczyn, Ligota Mała, Ligota Polska, Ligota Wielka, Nieciszów, Nowa Ligota, Nowoszyce, Osada Leśna, Ostrowina, Piszkawa, Poniatowice, Smardzów, Smolna, Sokołowice, Spalice, Świerzna, Wszechświęte, Wyszogród, Zarzysko, Zimnica.

## Comunas vizinhas
- Bierutów, Czernica, Długołęka, Dobroszyce, Dziadowa Kłoda, Jelcz-Laskowice, Oleśnica, Syców, Twardogóra